# خالد الهنائي
خالد ناصر الهنائي (مواليد 5 نوفمبر 1997) هو لاعب كرة قدم قطري يلعب في خط الوسط.

## مسيرة اللاعب
لعب في نادي الخريطيات ونادي المرخية ونادي الشحانية ونادي معيذر ونادي الوعب.